# Фабрегас, Вирхиния
Вирхиния Фабрегас Гарсия (исп. Fabregas Virginia; 17 декабря 1871, Яутепек-де-Сарагоса, Морелос — 17 ноября 1950, Мехико , Мексика) — мексиканская актриса
 театра и кино, режиссёр. Снималась в кино в 1931—1945 годах.

## Биография
Испанка по происхождению. После смерти матери часть детства провела у родствееника на гасиенде Apanquetzalco в штате Чьяпас, где для неё был построен небольшой театр.
Училась в Национальном институте изящных искусств в Мехико. В 1891 году В. Фабрегас участвовала в благотворительном спектакле в Национальном театре, где привлекла внимание актёра Леопольдо Бурона, который пригласил её в свою театральную труппу.
В 1892 году дебютировала на профессиональной театральной сцене. Играла главные роли в лучших пьесах У. Шекспира, Л. де Веги, Б. П. Гальдоса, А. Гимеры, X. Бенавенте, В. Сарду и других, пропагандировала произведения мексиканских драматургов — Р. Усигли, X. Вильяуррутия, X. Алехандро и др.
Стала популярной не только в Мексике, но также в Латинской Америке и Европе, гастролировала во всех странах Латинской Америки и во многих европейских странах. Актрису называли «мексиканка Сара Бернар» .
В 1917 году организовала и руководила собственной театральной труппой (Театр Фабрегас) в Мехико, работала как актриса и режиссёр. На открытии театра присутствовал президент Порфирио Диас.

## Избранные спектакли
- «Дама с камелиями» Александра Дюма (сына)
- Fedora
- La mujer X
- Doña Diabla
- Quo vadis?

## Избранная фильмография
- 1931 — La Fruta Amarga
- 1934 — La sangre manda
- 1938 — Abnegación
- 1939 — Una luz en mi camino
- 1941 — El rápido de las 9.15
- 1945 — La casa de la zorra

Похоронена на Главном кладбище Мехико в Ротонде прославленных.